# Prouvy

Prouvy este o comună în departamentul Nord, Franța. În 1 ianuarie 2022 avea o populație de 2.202 de locuitori.